# Castiglione della Pescaia
Castiglione della Pescaia es una localidad de la Provincia de Grosseto, en la Toscana, Italia. Su población es de 8500 habitantes (2009) en una superficie de 208,96 km². Calidad de las playas y el mar, con un cuidado del medio ambiente. Se considera un destino turístico exclusivo de la Maremma, premiado repetidamente varias veces desde 2005 hasta la fecha con 5 velas de Legambiente, ranking en la primera ciudad balnearia turística y calidad ambiental en el ranking anual de Legambiente y Touring Club; por la misma razón el territorio de Castiglione es también llamado "pequeña Suiza" o "Suiza de Maremma"  debido a los trabajos de recuperación de la tierra y la importancia del puerto antes de la apertura del ferrocarril. El centro experimentó un período de recuperación y prosperidad entre finales del siglo XVIII y mediados del siglo XIX.
Castiglione fue galardonado con el primer premio como el mar más hermoso de Italia incluso en 2015, dado por Legambiente.
Aproximadamente 1,3 millones de turistas registrados en el año 2015 [7] Castiglione es la cuarta más visitada Tuscany [7], precedido solo por Florencia, Pisa, Montecatini Terme. El municipio de Maremma es por lo tanto primero al turismo de playa, [7] superando ampliamente los destinos en la costa de Versilia. En consecuencia, el número de residentes en Castiglione se multiplica exponencialmente durante los meses de verano.

## Lugares de interés

### Edificios religiosos
- Iglesia de San Juan Bautista.
- Iglesia de Santa María di Giglio.
- Eremo di Malavalle.

### Entorno natural
- Parque natural de la Maremma.

## Demografía
| Gráfica de evolución demográfica de Castiglione della Pescaia entre 1861 y 2001 |
|                                                                                 |
| Fuente ISTAT - elaboración gráfica de Wikipedia                                 |